# Департамент у справах релігій та національностей
Департамент у справах релігій і національностей Міністерства культури України — орган виконавчої влади України. Існував у 2011-2019 роках, перед ним у 2005-2006 роках існував аналогічний департамент.
До складу департаменту входили:
- відділ релігієзнавчо-аналітичної роботи;
- відділ моніторингу діяльності та реєстрації статутів релігійних організацій;
- відділ комунікації та сприяння діяльності релігійних організацій;
- відділ інформаційно-аналітичної роботи з питань етнополітики;
- відділ міжнародного співробітництва з питань національних меншин;
- відділ взаємодії з національними спільнотами України та закордонними українцями.

У 2006-2010 роках ці функції виконував Державний комітет України у справах національностей та релігій (Держкомнацрелігій України). 
Комітет ліквідований 9 грудня 2010, а функції з реалізації державної політики у сферах міжнаціональних відносин, захисту прав національних меншин України, релігії покладені на Міністерство культури України. 
Процес ліквідації Комітету та реорганізації Міністерства культури тривав до жовтня 2011 року, що призвело до ускладнень із реєстрацією статутів (і змін до них) релігійних організацій, які відповідно до чинного законодавства має здійснювати державний орган у справах релігій.

## Історія
1 листопада 1991 року вищий законодавчий орган України ухвалив «Декларацію прав національностей України», в якій конкретизував задекларовані принципи. Національні меншини України у референдумі 1 грудня 1991 підтвердили волю українського народу до державної незалежності. Принципове значення в цьому відношенні мало прийняття Закону про громадянство України (8 жовтня 1991).
Указом Президента України від 29 квітня 1992 створено Фонд розвитку культур національних меншин України, а 25 червня 1992 Верховна Рада України ухвалила «Закон України про національні меншини в Україні». Його основні положення ввійшли до Конституції України.
26 липня 1996 Указом Президента України «Про зміни в системі центральних органів виконавчої влади України» створено Державний комітет України у справах національностей та міграції (Держкомнацміграції), який забезпечував реалізацію державної політики у сфері міжнаціональних взаємин, прав національних меншин та української діаспори, міграційних відносин. Для задоволення потреб національних меншин ухвалено Державну програму відродження та розвитку освіти національних меншин України.
13 вересня 2001 року Президент України Л. Д. Кучма підписав Указ за № 836/2001 «Про Державний комітет України у справах національностей та міграції». Цей важливий документ ще раз підтвердив, що Україна послідовно продовжує курс на гармонізацію міжнаціональних відносин, підтримання атмосфери доброзичливості та консолідації всього українського суспільства, відновлення історичної справедливості щодо народів, депортованих за радянських часів, забезпечення прав біженців, задоволення національно-культурних потреб українців, які проживають за межами держави.
Згодом комітет було реформовано у Державний комітет України у справах національностей і релігій. 

## Керівники у справах національностей
- Ємець Олександр Іванович (1993–1995) — Міністр України у справах національностей та міграції;
- Євтух Володимир Борисович (1995–1998) — Міністр України у справах національностей та міграції;
- Рудько Микола Олександрович (1998–2000) — Голова Державного комітету України у справах національностей та міграції;
- Середа Григорій Порфирович (2000–2002) — Голова Державного комітету України у справах національностей та міграції;
- Москаль Геннадій Геннадійович (2002–2005) — Голова Державного комітету України у справах національностей та міграції;
- Рудик Сергій Ярославович (2005–2006) — Голова Державного комітету України у справах національностей та міграції;

## Керівники у справах релігії
- Колесник Микола Панасович (1992-07.1994) — Голова Ради у справах релігій при Кабінеті Міністрів України[3][4];
- Шульга Микола Олександрович (1994–1995) — Міністр України у справах національностей, міграцій та культів;
- Коваль Анатолій Дмитрович (1995–1997) — Голова Державного комітету України у справах релігій;
- Бондаренко Віктор Дмитрович (01.1997-2005) — Голова Державного комітету України у справах релігій;
- Бондарчук Ігор Володимирович (2005–2006) — Директор Державного департаменту у справах релігій при Мінюсті України;

## Голови Держкомітету
- Попов Георгій Дмитрович (2006) — в.о. Голови Державного комітету України у справах національностей та релігій;
- Саган Олександр Назарович (12.2006-05.2009) — Голова Державного комітету України у справах національностей та релігій;
- Решетніков Юрій Євгенович (05.2009-07.2010) — Голова Державного комітету України у справах національностей та релігій;
- Богуцький Юрій Петрович (07.2010-12.2010) — Голова Державного комітету України у справах національностей та релігій;

## Директори департаменту Мінкульту
- Любчик Володимир Пімонович — від моменту створення у вересні 2011 року по вересень 2013 року. Заступниками його були Бударін Максим Петрович і Подюк Михайло Євгенович. [5]
- Мошкола Михайло Іванович — від початку жовтня 2013 року до кінця лютого 2014 року. Заступниками його були Бударін Максим Петрович і Подюк Михайло Євгенович. Начальниками відділів працювали Дронь Володимир Всильович, Марченко Юрій Миколайович, Зубко Любов Філімонівна та Лебедівна Лариса Іванівна.
- Юшкевич Володимир Вячеславович — від початку березня до початку листопада 2014 року[6]
- Юраш Андрій Васильович — від початку листопада 2014 року до 14 лютого 2020 року [7] Всередині департаменту жодних чисток при ньому не проводилося, склад майже повністю був незмінним. [8]

## Виноски
1. 1 2  У структурі Мінкультури створено департамент у справах релігій та національностей // 17.10.2011 17:27
2. ↑  Указ Президента України від 9 грудня 2010 року № 1085/2010 «Про оптимізацію системи центральних органів виконавчої влади»
3. ↑  РОЗПОРЯДЖЕННЯ КМУ від 17 січня 1995 р. N 11-р. Київ
4. ↑  ГОЛОВНА ПАРТІЯ ДЛЯ НАС — ЦЕ НАРОД УКРАЇНИ
5. ↑  https://web.archive.org/web/20120629191236/http://mincult.kmu.gov.ua:80/mincult/uk/publish/article/265586
6. ↑  Призначено нового директора Департаменту релігій і національностей Мінкультури // 10-03-2014
7. ↑  Відомий релігієзнавець очолив департамент у справах релігій і національностей Мінкультури // 12 11 2014
8. ↑  https://web.archive.org/web/20150406174213/http://mincult.kmu.gov.ua/mincult/uk/publish/article/265586

### Наукові видання
- Актуальні питання міжконфесійних взаємовідносин в Україні : зб. наук. матеріалів / відп. ред. Г. І. Волинко [та ін.] ; Державний департамент у справах релігій, Національний педагогічний ун-т ім. М.П.Драгоманова, Відділення релігієзнавства Інституту філософії ім. Г.С.Сковороди НАН України. - К. : [б.в.], 2005. - 174 с.

- Актуальні питання соціально значущої діяльності церков і релегійних організацій в Україні : зб. наук. і богословських праць / Державний комітет України у справах релігії, Відділення релігієзнавства Ін-ту філософії НАН України, Всеукраїнська рада церков і релігійних організацій, Духовно-просвітницький центр "Благовіст" ; голов. ред. В. Д. Бондаренко, А. М. Колодний. - К. : [б.в.], 2004. - 242 с.